# Péninsule de Manicouagan
Pour les articles homonymes, voir Manicouagan.
La péninsule de Manicouagan est une péninsule s'avançant sur la Côte-Nord du fleuve Saint-Laurent au Québec (Canada). Elle est située au sud-ouest de Baie-Comeau et fait partie de la municipalité de Pointe-aux-Outardes. Elle est bordée, au nord-est, par la rivière Manicouagan.

## Toponymie
La péninsule tire son nom de la rivière Manicouagan qui la borde. Selon le père Arnaud, le nom « Manicouagan » signifie « là où on enlève l'écorce de bouleau pour réparer les canots d'écorce » tandis que, selon les pères Lacombe et Guinard ainsi que monseigneur Laflèche, ce nom signifie plutôt « vase à boire ».

## Annexe